# بخش واگگرید
بخش واگگرید (به سوئدی: Vaggeryds kommun) یک ناحیه شهری در سوئد است که در شهرستان یونشوپینگ واقع شده‌است.